# Steffie Weterings
Steffie Weterings ('s-Gravenzande, 8 maart 1989) is een Nederlandse padelspeelster.

## Carrière
Weterings begon haar sportcarrière in het tennisspel, maar besloot rond haar 18e om geen internationale carrière na te streven. Ze bleef als tennislerares actief.
Op haar 32e stapte Weterings over naar padel, waar ze de Nederlandse top bereikte. In maart 2023 werd ze met dubbelpartner Marcella Koek Nederlands kampioen.